# Mega Man X2
Mega Man X2, conosciuto come Rockman X2 (ロックマンX2?, Rokuman Ekkusu 2) in Giappone, è un videogioco sviluppato da Capcom per il Super Nintendo Entertainment System (SNES). È il secondo episodio del sub-franchise di Mega Man X. Come per il primo capitolo della serie Mega Man X, la storia di Mega Man X2 è ambientata nel 21XX, dove gli umani vivono pacificamente insieme ai Reploidi, androidi in grado di pensare e provare emozioni proprio come gli umani. Tuttavia, il libero arbitrio può far impazzire certi Reploidi facendoli diventare Maverick, robot criminali che causano disastri in tutto il mondo, e il compito di eliminare i Maverick è affidato ai Maverick Hunter (Cacciatori di Maverick in italiano), un corpo di polizia composto da Reploidi specializzato in missioni di questo tipo. Tra i Maverick Hunter è presente X, il Reploide protagonista di questa storia, che insieme a loro combatte per la salvezza del mondo.

## Trama
Sono ormai passati sei mesi dalla sconfitta di Sigma, il capo dei Maverick, e apparentemente il numero di questi ultimi sembra essere diminuito. Date le condizioni favorevoli, X e i Maverick Hunter decidono di eliminare completamente i seguaci di Sigma rimanenti. Con l'aiuto del dr. Cain, i Maverick Hunter localizzano una fabbrica abbandonata dove sembra che i Maverick rimanenti si siano raggruppati. Così X e i Maverick Hunter raggiungono la fabbrica e la distruggono, ma tre misteriose figure, note come gli X-Hunter (Serges, Violen e Agile), osservano le abilità di X e cominciano a temerlo, e per eliminare il protagonista decidono di inviare otto Maverick (Wire Sponge, Wheel Gator, Flame Stag, Morph Moth, Bubble Crab, Crystal Snail, Magna Centipede e Overdrive Ostrich) in giro per il mondo, e quindi lo scopo di X sarà distruggere ognuno di loro. Dopo la sconfitta di due dei Maverick inviati, gli X-Hunter decidono di scontrarsi direttamente contro X, ma prima di farlo comunicano al dr. Cain di possedere le tre parti del corpo di Zero, un Maverick Hunter e migliore amico di X che ha sacrificato la sua vita facendo esplodere in suo nucleo energetico in modo da difendere l'amico da un attacco di un Maverick di nome Vile. Nonostante ciò, gli X-Hunter non possono ricostruire completamente Zero perché il chip di controllo (la componente che contiene la memoria e la personalità di Zero) è in possesso del dr. Cain, e quindi X ha più tempo per sconfiggere gli X-Hunter e ottenere le parti del corpo di Zero. Una volta sconfitti gli otto Maverick la storia può continuare in due modi: se X non ha sconfitto tutti gli X-Hunter, questi ultimi si infiltreranno nel laboratorio del dr. Cain rubando il chip di controllo di Zero, in modo da riuscire a ricostruire il Reploide per primi, ma se X ha sconfitto tutti gli X-Hunter, sarà il dr. Cain a ricostruire Zero. Dopodiché il dr. Cain localizza la base degli X-Hunter situata al Polo nord, ed X è pronto ad eliminare i tre Maverick. Una volta sconfitti definitivamente gli X-Hunter e distrutta gran parte della base, X viene a sapere un fatto sconvolgente: Sigma è ancora vivo e gli X-Hunter erano in realtà Maverick al suo servizio. X raggiunge Sigma e una volta davanti al suo cospetto la storia può continuare in due modi diversi: se Zero è stato ricostruito dagli X-Hunter, apparirà al fianco di Sigma e X dovrà combattere contro l'amico, il quale a fine battaglia si scuserà con lui per averlo inizialmente attaccato, però se Zero è stato ricostruito dal dr. Cain, Sigma si presenterà con una copia di Zero, la quale verrà subito distrutta dal vero Zero. Per dare a X la possibilità di scontrarsi con Sigma, Zero apre all'amico un passaggio per raggiungere la zona nella quale Sigma si è ritirato. Dopo la battaglia finale, Sigma viene sconfitto e X fugge dalla base e insieme a Zero contempla il mare, chiedendosi se dovrà ancora continuare a combattere per la pace dell'umanità.